# 馬渡一真
馬渡 一真（まわたり かずまさ、1923年11月17日 - 2007年4月18日）は、日本の経営者。日本国有鉄道副総裁、日本テレコム初代社長を務めた。

## 経歴・人物
東京都出身(一部の文献や報道では、長崎県出身または長崎県出生と記されている場合もある)。
1949年に東京大学法学部法律学科を卒業し、同年に日本国有鉄道に入社した。営業課長在任時にはディスカバー・ジャパン・キャンペーンを実施し、成功させた。1972年6月に大阪鉄道管理局長に就任し、1974年8月に広報部長、1975年3月に旅客部長、1976年3月に常務理事を歴任した。1980年3月から1984年3月までに副総裁を務めた。1984年10月に日本テレコム社長に就任し、1989年10月から1997年までに会長を務めた。その後は、日本交通文化協会会長、鉄道友の会会長を歴任した。
1994年に勲二等旭日重光章を受章。
2007年4月18日脳出血のために死去。83歳没。